# Новокриворізька світа
Новокриворізька світа — одна з п'яти світ Криворізького залізорудного басейну залягає внизу на метаморфізованій корі вивітрювання архейських гранітоїдів. До її складу входять метаморфізовані вулканогенні утворення: амфіболіти, діабазові метапорфірити, амфіболітові та біотитові сланці, туфосланці. В розрізах світи зустрічаються прошарки метапісковиків, білих кварцитів, пластові тіла ультрабазитів. Древня кора вивітрювання та жильні утворення в цих породах можуть бути золотоносними: золото виявлено в 11,6% проб. Потужність світи сягає 1200 м.